# Georg Karl von Carlowitz (Generalmajor)
Georg Karl von Carlowitz (* 3. Dezember 1658 auf Altenschönfels; † 16. März 1700 bei der Dünamünder Schanze) war ein kursächsischer Generalmajor. Er war Herr auf Zschöpperitz, Ehrenberg, Lömichen, Gallschütz und Raußlitz.

## Herkunft
Er entstammte der Familie Carlowitz aus dem Haus Gallschütz. Seine Eltern waren Georg Carl von Carlowitz (* 10. Februar 1616; † 17. November 1680) und dessen Ehefrau Anna Maria, geb. von Römer († 19. November 1680) aus dem Haus Neumark. Sein Vater war Herr auf Altenschönfels, Arnsdorf, Stauche und Taufe sowie Erbritter, kursächsischer Landjägermeister, Amtshauptmann und Oberaufseher der Flöße.

## Leben
Er immatrikulierte sich 1676 in Leipzig und studierte dort 3 Jahre. Anschließend machte er eine große Kavalierstour, die ihn in die Niederlande, England und Frankreich führte. Nach seiner Rückkehr 1682 ging er in kaiserliche Dienste, wo sein Bruder Hans Wolf (1640–1686) bereits als Oberst diente. Dieser war Kommandant von Pressburg und Gran, später fiel er vor Ofen bei einem Ausfall. Er kam dort zum Regiment Kufstein. Beim Entsatz von Wien war er Generaladjutant des Grafen Starhemberg. In den Jahren 1685 und 1686 kämpfte er in zwei Feldzügen auf Morea gegen die Türken. Danach kam er zurück nach Ungarn, wo er sich mit der Artillerie und dem Festungswesen beschäftigte. Als der Pfälzische Erbfolgekrieg ausbrach, kam er 1689 als Generaladjutant zum Kurprinzen Johann Georg IV. und kämpfte am Rhein und in den Niederlanden. Der Prinz versetzte um 1692 ihn dann als Oberstleutnant in die Grenadiergarde. 1694 wurde er Kommandeur eines Kürassierregiments, mit dem er in Ungarn, Polen und im Reich kämpfte. In Ungarn wurde Carlowitz Oberkriegskommissar und im Reich als Generalkriegskommissar tätig. 1697 wurde er zum Generalmajor befördert und auch in diplomatischen Diensten zwischen Moskau und Wien verwendet. Im Nordischen Krieg wurde er 1700 nach Livland geschickt. Er kommandierte den Sturm auf die Dünamünder Schanze, wobei er von einer Kanonenkugel getroffen wurde. Anschließend wurde er in der Kirche von Mittau beigesetzt.

## Familie
Carlowitz heiratete 1689 Dorothea Elisabeth Thoss von Erlebach († 20. Februar 1695). Das Paar hatte mehrere Kinder:
- Hans Karl (* 1693; † 11. Mai 1742), Herr auf Schwarzbach ⚭ 1715 Susanne Sabine von Seydewitz (* 1693; † 20. Januar 1757)[6], Eltern von Oberst Georg Karl von Carlowitz
- Johanne Frederike ⚭ Gottfried Wilhelm von Gößnitz